# Las Ventas de San Julián
Las Ventas de San Julián ist eine zentralspanische Gemeinde mit 231 Einwohnern (Stand: 2024) in der Provinz Toledo der Region Kastilien-La Mancha.

## Lage und Klima
Las Ventas de San Julián liegt in der Sierra de Gredos im Westen der historischen Landschaft der La Mancha ca. 80 km (Fahrtstrecke) westnordwestlich der Stadt Toledo in einer Höhe von ca. 315 m. 
Das Klima im Winter ist rau, im Sommer dagegen trocken und warm; der Regen (673 mm/Jahr) fällt überwiegend in den Wintermonaten.

## Bevölkerungsentwicklung
| Jahr      | 1900 | 1970 | 1981 | 1991 | 2001 | 2011 | 2021 |
| Einwohner | 130  | 376  | 269  | 226  | 234  | 228  | 233  |

Die seit den 1950er Jahren zunehmende Mechanisierung der Landwirtschaft und die Aufgabe von bäuerlichen Kleinbetrieben führten auch in der Gemeinde zu einem Kaufkraftschwund und zur Abwanderung eines Teils der Bevölkerung.

## Sehenswürdigkeiten
- Julianuskirche (Iglesia de San Julián)
- Rathaus

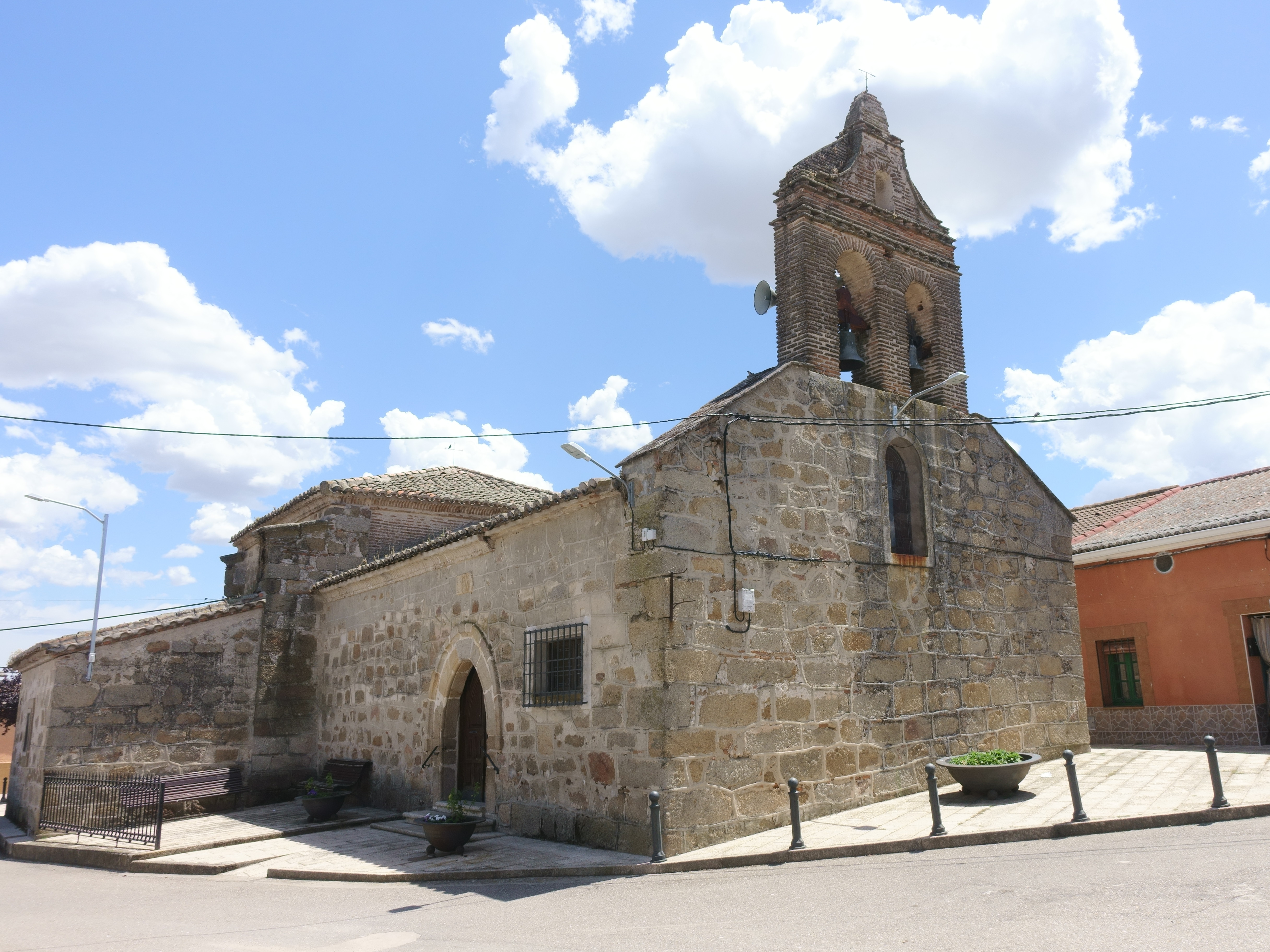
Julianuskirche
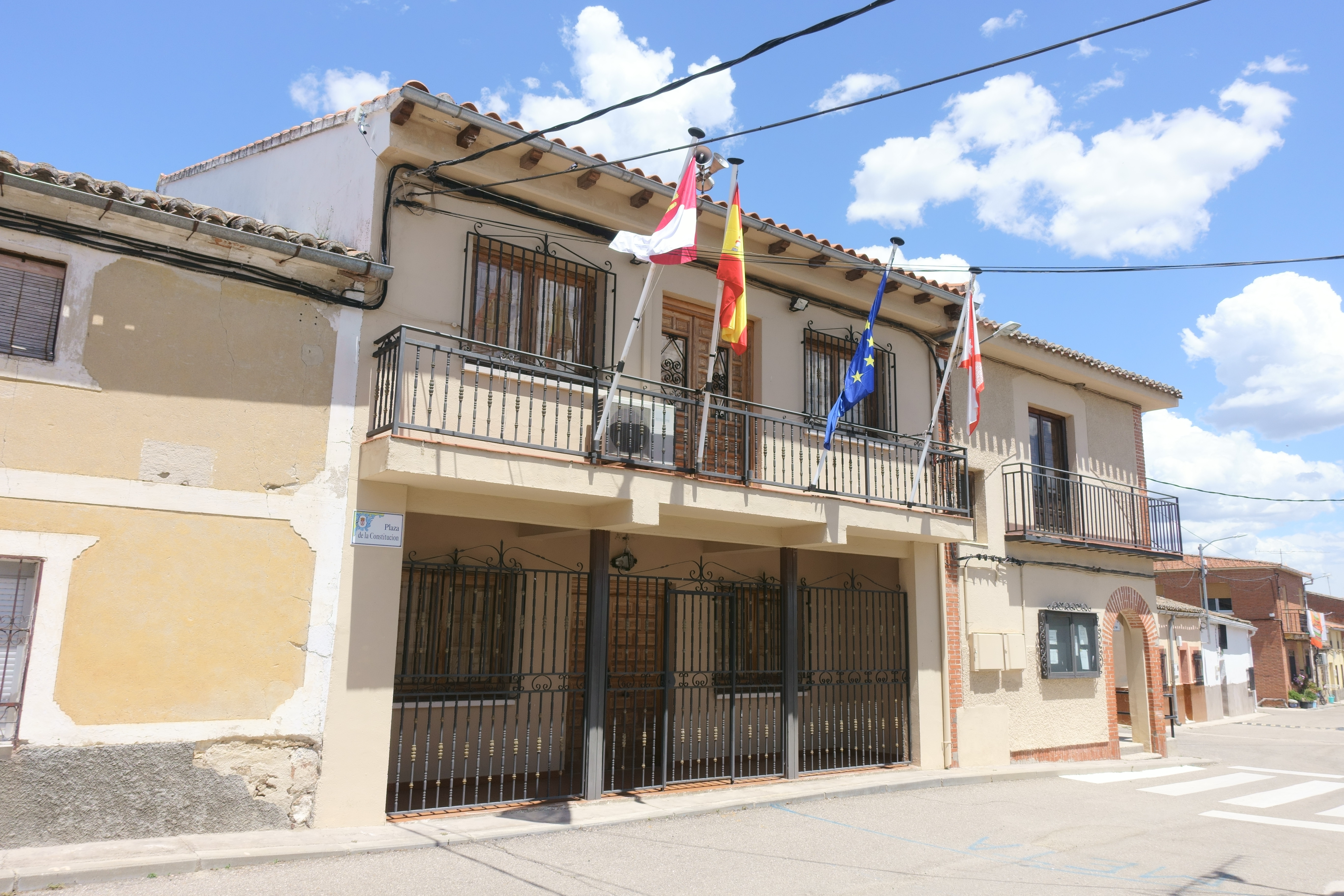
Rathaus